# Neomyro amplius
Neomyro amplius är en spindelart som beskrevs av Forster och Wilton 1973. Neomyro amplius ingår i släktet Neomyro och familjen Desidae. Inga underarter finns listade i Catalogue of Life.